# ¡Justicia Climática Ahora!
¡Justicia Climática Ahora! (Climate Justice Now! en inglés) es una coalición global de organizaciones haciendo campaña por la justicia climática. Fue fundada en Bali en diciembre de 2007 durante la Conferencia de las Naciones Unidas sobre el Cambio Climático (COP14).

## Origen
Durante la COP13 en Bali en 2007, varias ONG salieron de la Red de Acción por el Clima para formar un nuevo movimiento llamado ¡Justicia Climática Ahora! con una orientación significativamente más crítica del sistema. El 14 de diciembre emitieron un comunicado de prensa:

En docenas de eventos paralelos, informes, protestas improvisadas y conferencias de prensa, se han expuesto las soluciones falsas al cambio climático, como la compensación de carbono, el comercio de carbono para los bosques, los agrocombustibles, la liberalización comercial y la privatización impulsada por gobiernos, instituciones financieras y corporaciones multinacionales.

Las comunidades afectadas, los pueblos indígenas, las mujeres y los campesinos pidieron soluciones reales a la crisis climática, soluciones que no lograron captar la atención de los líderes políticos. Estas soluciones genuinas incluyen:
- consumo reducido.
- enormes transferencias financieras de norte a sur basadas en la responsabilidad histórica y la deuda ecológica por los costos de adaptación y mitigación pagados al redirigir los presupuestos militares, los impuestos innovadores y la cancelación de la deuda.
- dejar los combustibles fósiles en el suelo e invertir en eficiencia energética adecuada y energía renovable segura, limpia y dirigida por la comunidad.
- conservación de recursos basada en derechos que hacen cumplir los derechos indígenas sobre la tierra y promueven la soberanía de las personas sobre la energía, los bosques, la tierra y el agua.
- agricultura familiar sostenible y soberanía alimentaria de los pueblos.

Dentro de las negociaciones, los países industrializados ricos han ejercido una presión injustificable sobre los gobiernos del Sur para que se comprometan a reducir las emisiones. Al mismo tiempo, se han negado a cumplir con sus propias obligaciones legales y morales de reducir radicalmente las emisiones y apoyar los esfuerzos de los países en desarrollo para reducir las emisiones y adaptarse a los impactos climáticos. Una vez más, el mundo mayoritario se ve obligado a pagar los excesos de la minoría.

En comparación con los resultados de las negociaciones oficiales, el mayor éxito de Bali es el impulso que se ha creado para crear un movimiento global y diverso por la justicia climática.

Llevaremos nuestra lucha hacia adelante no solo en las conversaciones, sino también en el terreno y en las calles: ¡Justicia climática ahora!
Comunicado de Prensa,¡Justicia climática ahora!
Bali, 14 de diciembre de 2007.

## Activismo
Durante la COP15 en Copenhague el 2009, organizaron junto a Climate Justice Action acciones de movilización y desobediencia civil bajo el título de Reclaim Power (Reclamar el poder).

## Organizaciones que forman parte de la coalición
- Observatorio del Comercio de Carbono (Carbon Trade Watch)
- Center for Environmental Concerns
- Ecologistas en Acción
- Freedom from Debt Coalition, Philippines
- GenderCC - Mujeres en favor de justicia climática
- Coalición Mundial por los Bosques (Global Forest Coalition, GFC)
- Oilwatch
- Red Ambiental Indígena (Indigenous Environmental Network)
- Red Amigos de la Tierra
- Red del Tercer Mundo (Third World Network)
- Vía Campesina
- Tibet Justice Center
- Transnational Institute
- Movimiento Mundial por los Bosques Tropicales (World Rainforest Movement, WRM)